# Риспак
Риспак (фр. Riespach) — коммуна на северо-востоке Франции в регионе Гранд-Эст (бывший Эльзас — Шампань — Арденны — Лотарингия), департамент Верхний Рейн, округ Альткирш, кантон Альткирш.
Площадь коммуны — 7,57 км², население — 693 человека (2006) с тенденцией к росту: 710 человек (2012), плотность населения — 93,8 чел/км².

## Население
Численность населения коммуны в 2011 году составляла 715 человек, а в 2012 году — 710 человек.
| 1962 | 1968 | 1975 | 1982 | 1990 | 1999 | 2006 | 2008 | 2011 | 2012 |
| ---- | ---- | ---- | ---- | ---- | ---- | ---- | ---- | ---- | ---- |
| 543  | 582  | 548  | 587  | 608  | 672  | 693  | 708  | 715  | 710  |

Динамика населения:

## Экономика
В 2010 году из 496 человек трудоспособного возраста (от 15 до 64 лет) 315 были экономически активными, 181 — неактивными (показатель активности 63,5 %, в 1999 году — 55,4 %). Из 315 активных трудоспособных жителей работали 306 человек (160 мужчин и 146 женщин), 9 числились безработными (6 мужчин и 3 женщины). Среди 181 трудоспособных неактивных граждан 30 были учениками либо студентами, 35 — пенсионерами, а ещё 116 — были неактивны в силу других причин.
На протяжении 2011 года в коммуне числилось 266 облагаемых налогом домохозяйств, в которых проживало 672 человека. При этом медиана доходов составила 25773 евро на одного налогоплательщика.

## Достопримечательности (фотогалерея)

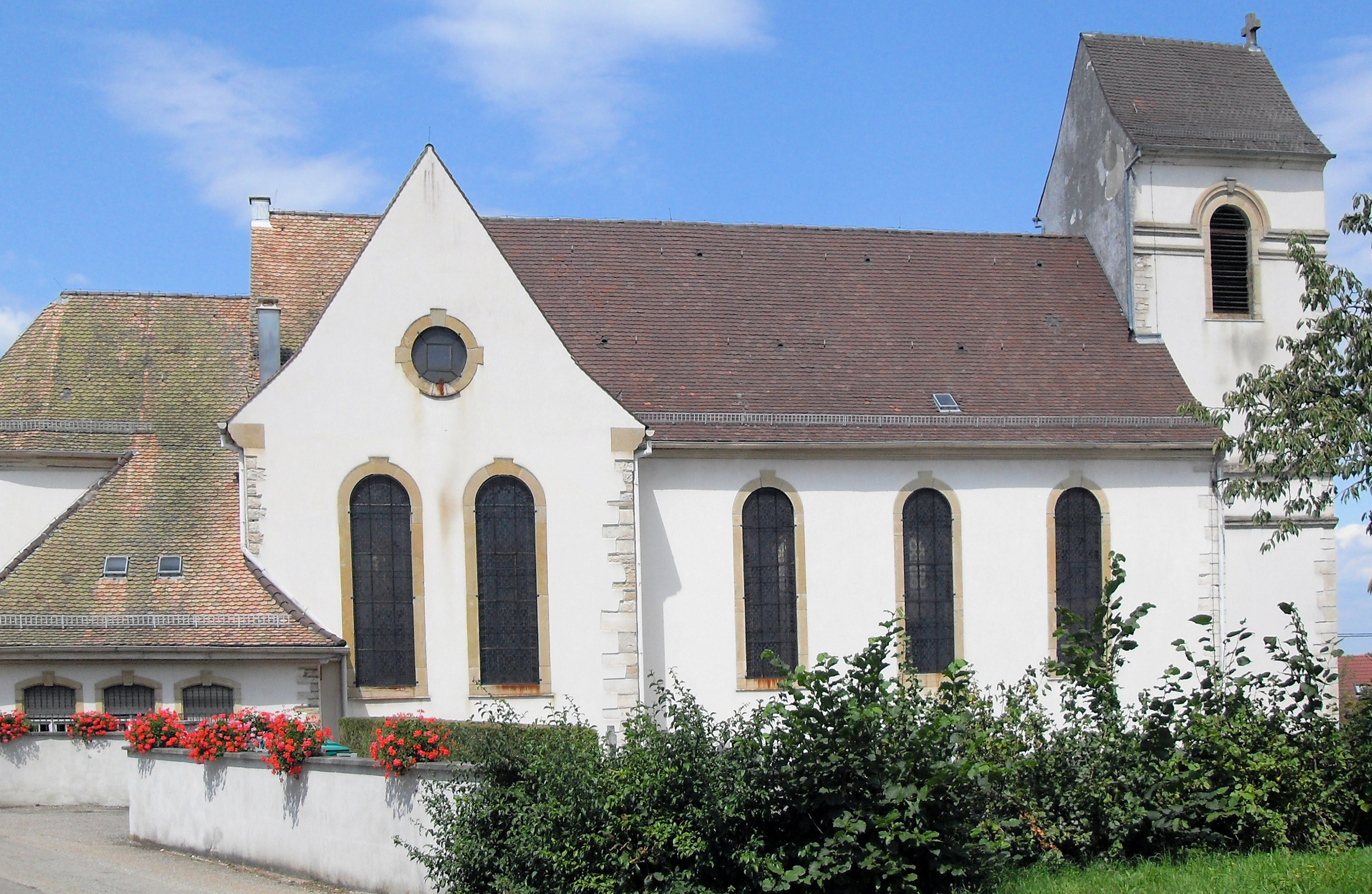
Церковь Сен-Мишель
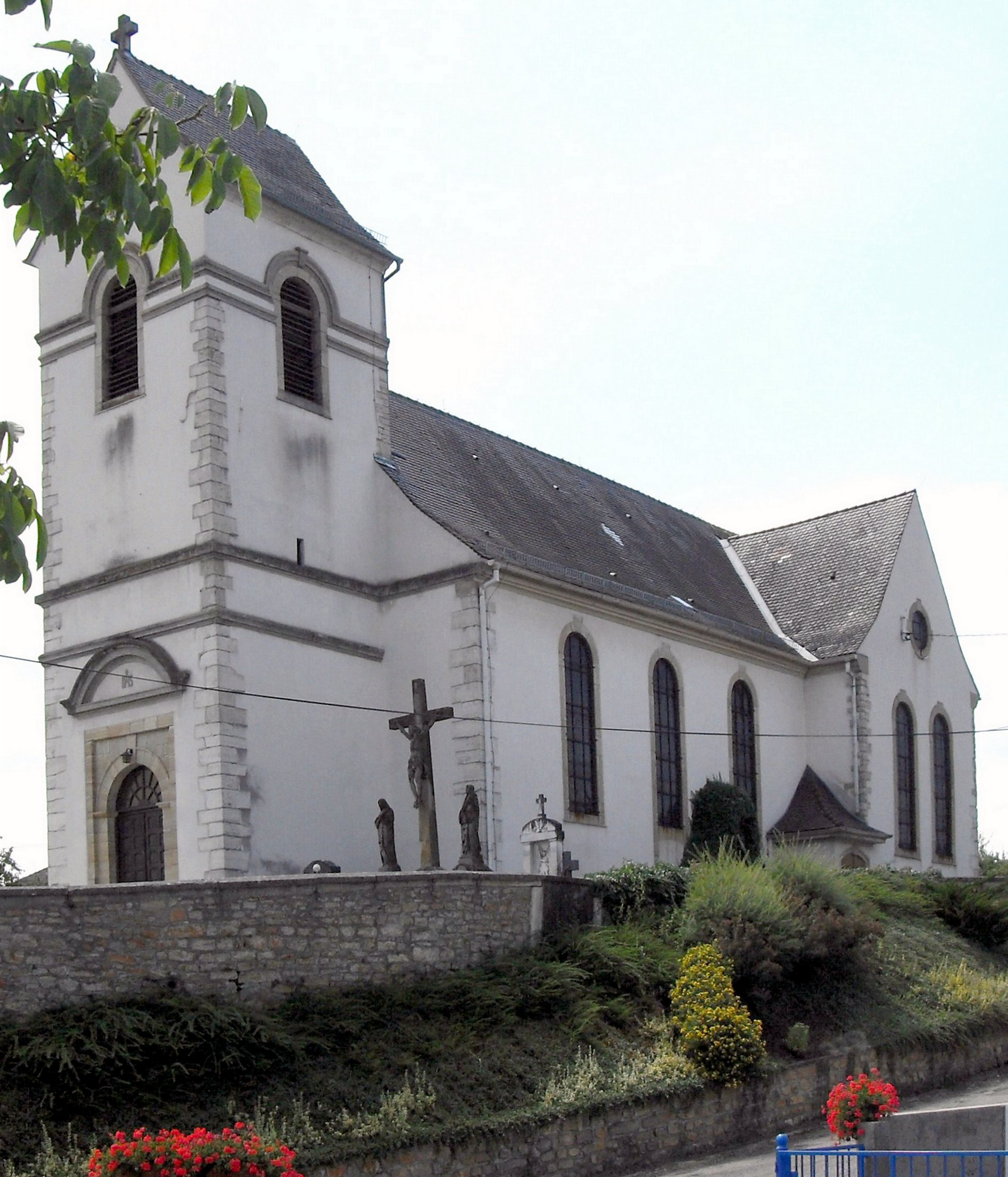
Колокольня